# ارمیاس لاله‌زار
ارمیاس لاله‌زار یا ارمیاس کرمانی (نام علمی: Eremias lalezharica) نام یک گونه از سرده ارمیاس است.